# Genova e il calcio - Le due anime della Superba
Genova e il calcio - Le due anime della Superba è un film documentario del 2010 diretto da Andrea Bettinetti.

## Trama
Immagini e filmati e interviste che raccontano la storia del Genoa, nato nel 1893, della Unione Calcio Sampdoria, nata nel 1946, e del derby della lanterna. Interviste ai protagonisti e ai tifosi di entrambe le squadre, tra cui a don Andrea Gallo, all'ex sindaco della città Fulvio Cerofolini, all'ex portiere di Sampierdarenese, Genoa e Sampdoria Pietro Bonetti, agli ex giocatori blucerchiati Gianluca Vialli e Marco Lanna e agli ex giocatori rossoblù Tomáš Skuhravý e Roberto Pruzzo. Inoltre sono presenti interviste a Francesca Mantovani, figlia dell'ex presidente della Sampdoria Paolo e a Benedetta Signorini, figlia del giocatore e capitano del Genoa Gianluca e a Vittorio De Scalzi, musicista e membro dei New Trolls che nel 1991 compose l'inno della Sampdoria.

## Produzione
I filmati di repertorio sono provenienti dagli archivi della Fondazione Ansaldo, Primocanale, Fondazione Genoa 1893, Museo Sampdoria, Rai Teche, Istituto Luce e Archivio Storico del quotidiano Il Secolo XIX.

## Distribuzione
Il 30 dicembre 2012 è andato per la prima volta in onda su Rai 5 in prima serata.